# L'Autel
Pour les articles homonymes, voir Autel.
L'Autel (L'altare) est une nouvelle de Dino Buzzati, incluse dans le recueil Le K publiée en 1966.

## Résumé
Un prêtre italien à New York cherche Dieu dans la cathédrale St Patrick, mais n'y trouve que la solitude. C'est finalement dans Park Avenue, au milieu des gratte-ciels et de la vie trépidante caractéristique de New York, qu'il rencontre Dieu.